# Vincenzo Polito
Vincenzo Polito (ur. 29 października 1926 w Neapolu, zm. 27 lutego 2004) – włoski piłkarz wodny, brązowy medalista olimpijski z Helsinek.
Wraz z kolegami zdobył brązowy medal na Letnich Igrzyskach Olimpijskich 1952 w Helsinkach. Zagrał tam w 6 meczach.